# 大久保力
大久保 力（おおくぼ りき、1939年 - ）は、日本のレーシングドライバー、自動車ジャーナリスト。東京都小金井市出身。元モーター新党代表。

## 略歴
1953年14歳から原付オートバイに乗り始める。その後、米軍立川基地周辺のライダーが集まるオートバイクラブ「東京オトキチクラブ」の一員に。1958年に浅間高原自動車テストコースで開催されたクラブマン初の全日本モーターサイクルクラブマンレース大会（MCFAJ主催に関わりレースとの縁が深まる。1960年5月、アマチュアオートレース大会（大井オートレース場、50ccクラス優勝・スーパーカブ）を機に同年9月にはトーハツ（東京発動機）の支援を受けていた同クラブから宇都宮市の元陸軍清原飛行場跡地で開催の第3回クラブマンレースにレーシングライダーの本格的デビューをする。
1962年11月、鈴鹿サーキット完成記念オープニングレース・第1回全日本ロードレース選手権大会（MFJ主催）には、かねてから薫陶を受けていた望月修（スズキ・国内レースマネージャー）の伝手を頼り、トーハツからスズキに移籍して出場。レース活動の一方で二輪車専門誌『月刊モーターサイクリスト』（モーターサイクル出版社）の編集部社員で主に新型車試乗記事の執筆も行っていた。1963年5月、日本で初めての四輪自動車レース：第1回日本グランプリ自動車レース大会（鈴鹿サーキット）開催に際し、同出版社代表・酒井文人、モーターサイクルクラブ連盟事務局長・西山秀一の推薦により富士重工業の契約ドライバー（嘱託社員）になる。この時期、オートバイクラブの朋友、生沢徹はプリンス自動車（現ニッサン）と契約など、初の四輪レースに対し二輪レース経験者を抜擢する自動車メーカーも多く、レース専門のドライバージャンルが形成されていった。（これを指して「日本初のワークスドライバー」と称する向きもある）。大久保はこの第1回グランプリ・C2レース（700cc以下）に、本命トヨタパブリカ（697cc）にエンジン排気量で40％劣るスバル450（423cc）で出走、総合9位、クラス優勝する。翌年、1964年の日本グランプリでT-1レース（400cc以下）で完全優勝する。
日本で始まった自動車レースは第2回で早くも全自動車メーカーの熾烈な闘いの様相を呈し1965年に予定の第3回日本グランプリ開催は中止とり、大久保はスバルとの契約を打ち切られる。レーシングドライバーへの道を閉ざされ、どのメーカーもレース部門の縮小で他のチームへの移籍はかなわなかった。
その頃、レースの始まりで日本製タイヤの劣悪な性能を、近づく高速道路時代に対応し得るレベルに高めることが急務となり、それに取組みだしたブリヂストンタイヤがレーシングドライバーの高速運転技術の採用に大久保とテストドライバー契約を結び、レーシングタイヤ、高速道路時代に向けての乗用車タイヤ開発に従事する。
同年11月には、マカオグランプリへの参戦計画を立てていたプライベートチーム（金原達郎オーナー）に抜擢され、初の海外レースに出場、トライアンフスピットファイヤを駆り1300cc以下スポーツカークラスで優勝する。翌年以降はブリヂストンのテストドライバーと掛け持ちでダイハツと日本グランプリ及び1966年マカオグランプリ出場契約を結び、2度目のマカオではコンパーノスパイダーで出場、日本人ドライバーの海外レース遠征への道筋を拡げた。1971年のマカオでブラバムBT28アルファロメオ（F2フォーミュラカー）日本人ドライバー初の準優勝を果たした後、1975年まで日本グランプリ、マカオグランプリなどへ参戦した。
またドライバー活動と並行してメディア活動も続け、前述の『モーターサイクリスト』に加え、同じ版元の『driver』や『CARトップ』（交通タイムス社）などで記事を執筆していた。1975年にレーシングドライバーとしては引退し以後はライター専業となるが1985年には香港と中国が共催する香港－北京ラリーに主催者からの招待を受けホンダCRXで参戦、Sクラス優勝、翌1986年の第2回同ラリーの同クラスに連続優勝し現役復帰を見せた。
ライター、ドライバー活動の傍ら、日本のオートバイ産業の興隆で1960年代末に急速な増加を見たユーザーの一部による暴走行為や不法行為の社会問題に取組んだ。オートバイの環境悪化原因の一つには二輪自動車界の各分野がばらばらであり、この状態では効果的な普及活動はできないとの考えから、1971年より、製造・販売・用品・ユーザーが一堂に介し、互いの交流を深めることを目的とした「東京モーターサイクルショー」の開催をてがけた。1993年までの22年間会長を務め、運営基盤確立の見通しがついたのを機会に、二輪車デーラー、アフターパーツ業界等による新たな運営機関にイベント開催を移譲し、現在の東京モーターサイクルショーへと引き継がれていく。
1980年代には日本の自動車交通社会政策の是正を提唱、国政進出に意欲を見せ、1983年には政治団体2&4政策研究会を設立、自民党を離れ独立した河野洋平らの新自由クラブから第13回参議院選挙比例区に立候補した。この選挙で結党時の勢力を失っていた同党は社会民主連合と統一の確認団体を結成、新自由クラブ民主連合として共闘したが一議席の獲得しか出来なかった。このとき、大久保はオートバイの高速道路料金引き下げ、二人乗り禁止解除などの道交法改正を訴えた。1987年の新自由クラブ解散に伴い、田川誠一が主宰の進歩党に移り同党の副代表を務め、1989年の第15回参議院選挙に再立候補するも議席は得られなかった。同党の獲得票数70万余票であった。
既成政党下での活動では交通政策是正の限界を感じ前述の政治団体2&4政策研究会をモーター新党に改組、1992年の第16回参議院選挙に立候補するも議席を得るには至らなかった。このときのモーター新党は、歌手・タレントマイク眞木、東京農工大学教授で工学博士の樋口健治、神谷忠らを比例区名簿に登載、21万余票の得票を得る。
1996年、小選挙区制が導入となった第41回衆議院議員総選挙では、自由民主党から東京都第18区に立候補。このときも、この一人区でトップに立つことはなく国政への進出はできなかった。
しかし、これらの活動は、とかく政治には無関心だったライダー、レース界初めオートバイ関係者の意識改革につながり、二輪車の販売店、用部品業界、中古車流通業界の全国的組織を生み、その後、自民党を初めとする国会議員のオートバイ議員連盟（オートバイ議連）結成を見るに至り、高速道路の二人乗り禁止解除など、道交法改正及び自動車社会政策取組強化への端緒ともなった。
近年は日本のモータースポーツ黎明期に主眼をおいた二輪・四輪両分野を題材の著作活動が多い。2013年5月には日本グランプリ50周年を記念して設立されたゴールドスタードライバーズクラブ（GSDC、現・レジェンドレーシングドライバーズクラブ）の副会長に就任する（2016年9月、同会長に就任）。2013年秋、マカオグランプリ60周年を記念して行われた往年のウィナードライバーによるSCIROCCO R CHINA MASTERS CHALLENGE RACE出場への招聘を受け38年ぶりにマカオに参戦した。

## 主な著書
- はつらつ人生バイク無量（三栄書房、2003年）
- サーキット燦々（三栄書房、2005年）
- 百年のマン島―TTレースと日本人（三栄書房、2008年）
- 無我夢走 日本初の自動車レースに飛び込んで（三栄書房　2016年）
- 鉄塊の鼓動（東京FM出版、1994年）【監修】